# Lucien Jeunesse
Pour les articles homonymes, voir Jeunesse (homonymie).
Lucien Jeunesse, de son vrai nom Lucien Jennes, né le 24 août 1918 à Alfortville, et mort le 4 mai 2008 au Sénégal, est un animateur de radio français, acteur, chanteur de charme et d'opérette.
Il a présenté, seul, durant trente ans, le jeu radiophonique Le Jeu des mille francs, diffusé du lundi au vendredi sur France Inter entre 12 h 45 et 13 h. Ce programme a déjà sept ans lorsqu'il prend la suite d'Henri Kubnick, Albert Raisner, Maurice Gardett et Roger Lanzac, qui s'y sont partagé le micro. Il va ainsi animer 10 000 émissions avec 80 000 questions bleues, blanches ou rouges. Dans les années 1950, il présente également l'émission radiophonique Le Rêve de votre vie.

## Biographie
Lucien Jennes, alias Lucien Jeunesse, naît à Alfortville, en France, en 1918. Il est fils d'un cheminot, caissier de première classe aux chemins de fer, directeur d'une troupe de théâtre amateur.
Jusqu'à l'âge de dix ans, il vit chez sa grand-mère, « Mémé », qui dans sa jeunesse chante Le Temps des cerises aux Buttes-Chaumont. Ses parents les rejoignent vers 1928 et « Lulu » participe aux spectacles de son père.
Adolescent, il joue Feydeau, Labiche et Courteline. Dans les années 1940, Lucien Jeunesse se retrouve prisonnier de guerre en Allemagne. Matricule KG 52 657 au Stalag VII A, à Moosburg an der Isar près de Munich. Il met alors son talent au service de ses codétenus dans le cadre du théâtre aux armées.
Après la Libération, il joue de petits rôles au cinéma ou au cabaret. C'est ainsi qu'en 1946 il apparaît dans Madame et son flirt aux côtés d'Andrex et de Robert Dhéry, et en 1948 dans Après l'amour de Maurice Tourneur. Le 26 février 1948, il enregistre la chanson C'est si bon avec l'orchestre d'Émile Prud'homme.
Sa carrière débute vraiment en 1965. Cette année-là, le producteur Henri Kubnick l'engage pour présenter Le Jeu des Mille Francs, une émission créée en 1957 sur France Inter, animée successivement par Henri Kubnick, Albert Raisner, Maurice Gardett et Roger Lanzac.
Sa présentation se veut très cadrée. Parmi les rituels qui constituent l'identité de l'émission, Lucien Jeunesse commence invariablement par la phrase : « Chers amis, bonjour ! », auquel le public présent répond en chœur « Bonjour ! » et la termine par : « À demain, si vous le voulez bien ! », pour les jours de semaine et « À lundi, si le cœur vous en dit ! », à la fin de semaine. Le public l'identifie avec le jeu.
En 1995, Lucien Jeunesse, alors âgé de 77 ans, annonce arrêter sa participation le 7 juillet. Il ne prononce pas le mot « adieu » lors du dernier enregistrement : France Inter supprime alors le jeu de sa grille dès juin. Cette décision provoque un tollé des auditeurs, et le jeu reprend dès septembre 1995 avec Louis Bozon.
Lucien Jeunesse enchaîne avec des spots publicité pour les assurances Norwich Union.
Il se retire ensuite au Sénégal avec son épouse Odile jusqu'à la fin de ses jours. Après avoir été inhumées au cimetière d'Alfortville, ses cendres ont été transférées au columbarium du cimetière de Landévant.

## Discographie
- Julie la rousse
- Paris tour Eiffel
- Pigalle
- Sous les toits de Paris
- Sur les quais du vieux Paris
- Tu ne peux pas te figurer
- La chanson du pharmacien
- Toi qui disais, qui disais, qui disais
- Ma pomme a de la veine
- Boule de neige
- Saint Nicolas
- La Veillée de Jean-François
- L'Air de Paris
- Hello le soleil brille
- Si tu vas à Rio
- Je vais revoir ma belle
- S'aimer toute la vie
- Un petit roman d'amour
- Où vas tu Basile accompagné par Jacques Metehen
- À la mi-août
- C'est si bon

## Filmographie
- 1946 : Madame et son flirt de Jean de Marguenat
- 1948 : Après l'amour de Maurice Tourneur
- 1950 : Nous irons à Paris de Jean Boyer - doublage de chansons (À la mi-août)
- 1953 : Bonjour Paris ! de Jean Image
- 1972 : Les Habits neufs du Grand-Duc (téléfilm) de Jean Canolle
- 1978 : Chaussette surprise de Jean-François Davy

Lucien Jeunesse inspire à Patrice Leconte le film Tandem , sorti en 1987, son personnage est incarné par Jean Rochefort.

## Doublage
- Fred Astaire dans : 
  - 1950 : Trois Petits Mots : Bert Kalmar (voix chantée)
  - 1953 : Tous en scène : Tony Hunter (voix chantée)